# Cornufer malukuna
Cornufer malukuna es una especie  de anfibios de la familia Ceratobatrachidae.

## Distribución geográfica
Es endémica de Guadalcanal, en el archipiélago de las islas Salomón.  

## Estado de conservación
Se encuentra amenazada por la pérdida de su hábitat natural.